# 美しいアナベル・リイ
『美しいアナベル・リイ』（うつくしいアナベル・リイ）は、2007年（平成19年）に新潮社から出版された大江健三郎の長編小説である。単行本は『﨟たしアナベル・リイ 総毛立ちつ身まかりつ』のタイトルで出版されたが、2010年（平成22年）の新潮文庫版において改題された。

## 概要
「作家生活50周年記念小説」として『新潮』に2007年6月号から10月号まで5回短期集中連載されたのち、2007年11月に新潮社から単行本が出版された。表紙は、薄桃色の背景に、山本じんによるエロティックな装画が描かれている。
アナベル・リイとはエドガー・アラン・ポーの詩にうたわれる少女である。この詩を元にしたアナベルという少女がウラジミール・ナボコフの『ロリータ』で描かれる。この二つの文芸作品が本書で参照される。本作の中でアナベル・リイの詩は幾度か引用されるが、日夏耿之介の訳が使われている。
作中で「私」が『ロリータ』の新訳の解説を書いたというエピソードがでてくるが、2006年に新潮文庫から出版された若島正訳の解説「野心的で勤勉な小説家志望の若者に」を実際に大江は執筆している。

## あらすじ
老作家である「私」を、大学の教養課程のころの友人で国際的な映画プロデューサーである木守が訪ねてくる。木守は30年前に2人が取り組んで、結局頓挫した映画の企画を再度立ち上げようと提案する。「私」は30年前を回想する。
「私」が1970年代なかば、金芝河の釈放を求めて集団でハンストをおこなっているところに、木守は女優サクラ・オギ・マガーシャックを連れて尋ねてきた。サクラを主人公にしてクライストの『ミヒャエル・コールハースの運命』の映画を撮る国際的なプロジェクトがあり、そのシナリオを「私」に依頼するためである。
サクラは戦災孤児で、占領軍の語学将校マガーシャックの養女となって、戦後、松山に暮らしていたことがある。そこで語学将校はサクラをアナベル・リイに見立てて、8mmフィルムを撮っていた。高校時代松山で暮らしていた「私」は、そのフィルムをアメリカ文化センターで見た記憶があり、フィルムの最後にチャイルド・ポルノのシーンがあったことを覚えていた。一方、サクラ自身はフィルムの内容を気にかけているものの、確かな記憶を持っていない。
コールハースの映画の企画は進み、原作を翻案して、「私」の故郷である愛媛の山奥の村の一揆の指導者で、最後は無残に陵辱されたメイスケ母の物語に重ね合わせることになる。サクラは大いに乗り気になり、「私」の妹で村に住むアサとコンタクトを取り、伝承を取材して役作りを進めていく。
撮影の準備が進み始めた時、撮影スタッフが、子役の幼女を盗撮してチャイルド・ポルノにしていることが発覚し、警察沙汰になる。映画の出資者が降りて、映画の企画は潰えるが、サクラは映画を諦める気はない。木守は、松山で昔撮影された8mmフィルムのサクラが陵辱されたシーンが映っている「無削除版」をサクラに見せる。サクラは精神的に深いダメージを負い、アメリカに戻り精神病院に入院することになる。サクラを降板させるためにこうした手段を取った木守を、「私」は「陋劣」であると責めて、「私」と木守の関係は途切れる。そして30年後。
「私」はナボコフの『ロリータ』の新訳が文庫で出版されたときに、その解説を執筆した。それを、あるきっかけから目にとめたサクラが木守に再度、映画を立ち上げようと呼びかけた。それを受けて木守は「私」にコンタクトを取りにきたのだった。サクラのメイスケ母への思い入れはそれほど強かった。木守は「私」に「小説の玄人として、映画の小説を書いてもらいたい 」という。
木守がプロデューサーとして動き、映画の実現の目処が立つ。サクラは撮影のために愛媛へ行き、木守は前立腺癌の再発の検査で東京の病院に入院する。木守を見舞った「私」がその帰り道の電車の中で、サクラがメイスケ母の嘆きと怒りの「口説き」を演じている美しいシーンを想像するところで物語は終わる。

## 批評
沼野充義による批評
ロシア文学者・東京大学名誉教授の沼野充義は、本作について、まず（単行本版の）タイトルが、耳に抵抗のないつるつるした表題が氾濫する時代に対する反逆的姿勢であるとする。またグロテスク・リアリズムと社会的コミットメントと独自の私小説の間を行き来しながら実験をおこなってきた大江と、ナボコフのような「審美的」な作家は無縁であると思われてきたところ、『憂い顔の童子』（登場人物ローズさんの元夫が「『ロリータ』おたく」 という設定であった）、『さようなら、私の本よ!』（ナボコフの『賜物』からタイトルが採られている）、そして本作、と大江にとって、どんどんナボコフが近しいものとなってきていることの意外性に言及する。そしてそれが、大江が本作において、これまで書くことのできなかった「ロマンティックな小説」の試みをして、思いがけない若々しさを発揮していることと、本質的に関係するだろうとして、大江は、本作において円熟とは異なる唐突で大胆な表現の自由を獲得したと評した。
榎本正樹による批評
文芸評論家・榎本正樹は、本作は、『政治的無意識』の著者で文芸理論家のフレドリック・ジェイムソンの『宙返り』の書評によって示唆され、大江本人に方法論として意識化された「おかしな二人組（スウード・カップル）」の系譜の承継と新展開であるとする。本作には語り手「私」と「肥満した中年男」の息子・光の二人組、「私」と映画プロデューサー・木守の二人組、サクラと少女時代からの親友・柳夫人の二人組といろいろな二人組が登場すること、後半に「私」と木守の二人組が後景化して、サクラと「私」の妹・アサが前景化するのが物語上の構造であることを摘示したうえで、女性二人組と男性二人組の複合的な接合と交代は『おかしな二人組三部作』以後としての今後の大江文学を特徴づける重要な要素となっていくのではないか、と述べる。
玄月による批評
作家・玄月は、作品内容に触れて、30年前の映画制作において、サクラが木守から性的虐待の事実を明かされて精神的に深いダメージを負う前半部と、男二人組（肥満した老人になった「私」、ガンが再発して死期が近い木守）が衰弱したのに比して、サクラが生き生きとしてくる後半部の対比と、その力強く再起したサクラへの男二人組のリスペクトこそが本作の要であろうと論じる。そして本書の構成は高度に巧緻であるが、サクラを描き切るためにあらゆるものを動員した結果こうなったのではないか、と述べる。また、上映中の映画館に途中で入ったかのように、大江の中期作『「雨の木」を聴く女たち』にいきなり触れた、自らの大江文学とに出会いの思い出を語ったうえで、本作は著者の過去の長編と比べると小振りで読みやすく、これから新しく大江読者となる人の初めの一冊としても申し分ないと述べる。

## 刊行書誌
- 大江健三郎『﨟たしアナベル・リイ 総毛立ちつ身まかりつ』新潮社、2007年 ISBN 978-4103036197
- 大江健三郎『美しいアナベル・リイ』新潮文庫、2010年 ISBN 978-4101126227
- 大江健三郎『大江健三郎全小説 第9巻』講談社、2019年 ISBN 978-4-06-509010-7
『「雨の木」を聴く女たち』『人生の親戚』『静かな生活』『美しいアナベル・リイ』収録